# Myer Skoog
Myer Upton „Whitey” Skoog (ur. 2 listopada 1926 w Duluth, zm. 4 kwietnia 2019) – amerykański koszykarz, obrońca, trzykrotny mistrz NBA.
Po zakończeniu kariery koszykarskiej został trenerem golfa.

## Osiągnięcia
NCAA
- Wybrany do:
  - I składu Big Ten (1950–1951)[3]
  - II składu All-American (1950 przez Associated Press, 1951 przez Look, Collier's)
  - III składu All-American (1951 przez AP, UPI)
  - składu NABC All-District (1950–1951)[3]
- dwukrotny Team MVP (1950–1951)[3]
- Uczelnia zastrzegła należący do niego numer 41

NBA
- trzykrotny mistrz NBA (1952–1954)[2]